# Чемпионат Европы по академической гребле 1900
Чемпионат Европы по гребле 1900 года проходил в Париже на Сене  в начале сентября.  Регата 1900 года проводилась между мостом Курбевуа и мостом Аньер, на том же месте, которое использовалось для летних Олимпийских игр 1900 года неделей ранее.  Длина курса регаты составляла 1750 метров (5740 футов). Соревнование проводилось только среди мужчин, в пяти классах лодок (M1x, M2x, M2 +, M4 +, M8 +).

## Медальный зачёт
| Дисциплина | Золото | Золото | Серебряный                                                                                            | Серебряный | Бронза                                                       | Бронза |
| ---------- | --- | ------ | --- | ---------- | ------------------------------------------------------------ | ------ |
| Дисциплина | Страна и гребцы | Время  | Страна и гребцы                                                                                       | Время      | Страна и гребцы                                              | Время  |
| M1x        | Франция - Louis Prével |        | Бельгия - Edmond Delaet                                                                               |            | Италия - Luigi Gerli                                         |        |
| M2x        | Франция - Карлос Дельтур - Антуан Ведренн |        | Бельгия - Проспер Брюггеман - Charles Boone                                                           |            | Эльзас-Лотарингия                                            |        |
| M2+        | Франция - Луи Мартине - Рене Валефф |        | Бельгия - Марсель Люсьен ван Кромбрюгге - Оскар Шарль де Сомвиль - Альфред ван Ландегем (р)           |            | Италия - Paolo Diana - Giuseppe Nacci - Clementino Sbisà (р) |        |
| M4+        | Бельгия - Марсель Люсьен ван Кромбрюгге - Морис Хемелсут - Проспер Брюггеман - Оскар Шарль де Сомвиль - Альфред ван Ландегем (р)                                                                |        | Италия - Paolo Diana - Giuseppe Nacci - Gaetano Caccavallo - Vittorio Narducci - Clementino Sbisà (р) |            | ?                                                            |        |
| M8+        | Бельгия - Марсель Люсьен ван Кромбрюгге - Морис Хемелсут - Оскар де Кок - Морис Вердонк - Проспер Брюггеман - Оскар Шарль де Сомвиль - Франк Одберг - Жюль де Бишо - Альфред ван Ландегем (cox) |        | Франция ?                                                                                             |            | ?                                                            |        |